# Ulodesmus singulus
Ulodesmus singulus är en mångfotingart som beskrevs av Lawrence 1966. Ulodesmus singulus ingår i släktet Ulodesmus och familjen Gomphodesmidae. Inga underarter finns listade i Catalogue of Life.